# Gramado Challenger 1990
Il Gramado Challenger 1990 è stato un torneo di tennis facente parte della categoria ATP Challenger Series nell'ambito dell'ATP Challenger Series 1990. Il montepremi del torneo era di $50 000 ed esso si è svolto nella settimana tra il 16 luglio e il 22 luglio 1990 su campi in terra rossa. Il torneo si è giocato a Gramado in Brasile.

## Vincitori

### Singolare
Pedro Rebolledo ha sconfitto in finale  Christian Weis con il punteggio di 6–2, 6–3.

### Doppio
Ivan Kley /  Vicente Solves hanno sconfitto in finale  Pablo Albano /  Eduardo Bengoechea con il punteggio di 6–3, 7–5.